# Dell'Arcano del Mare
Il Dell'Arcano del Mare è un atlante marittimo del XVII secolo, il primo esempio in stampa, pubblicato la prima volta in lingua italiana a Firenze nel 1646.
L'opera fu realizzata dal cartografo inglese Robert Dudley e dall'incisore fiorentino Anton Francesco Lucini. Mentre per la seconda edizione, stampata nel 1661, Dudley si avvalse del lavoro del cartografo senese Giuliano Periccioli.

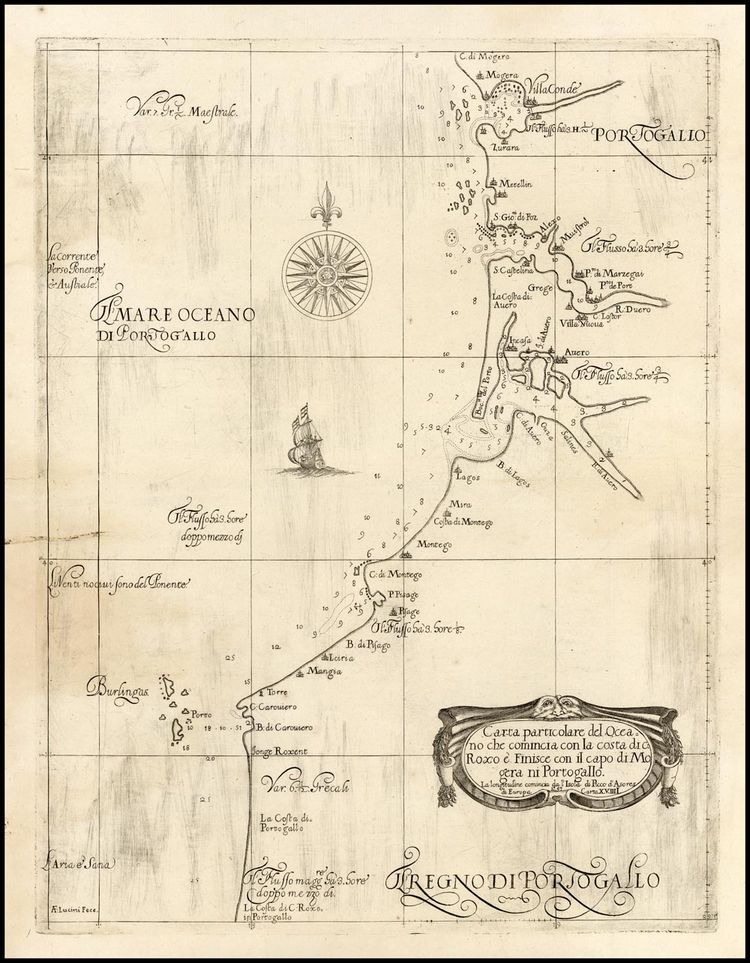
Dell'Arcano del Mare: carta del Portogallo (Firenze, 1646)